# دعوة للتجسس
دعوة للتجسس (بالإنجليزية: A Call to Spy)‏ هو فيلم دراما أمريكي من كتابة وإنتاج سارة ميغان.الفيلم من بطولة سارة ميغان في دور فرجينيا هال ورادهيكا أبتي في دور نور النساء عنايت خان وستانا كاتيك في دور فيرا أتكينز.
من المتوقع أن يتم عرض الفيلم أواخر 2020.